# منطقة براتبجرا
براتبجرا رمزها «PG» (بالإنجليزية: Pratapgarh)‏ ، هو تقسيم إداري لدولة الهند تتبع ولاية راجاستان (بالإنجليزية: Rajasthan)‏ ، مركزها هو مدينة براتبجرا (بالإنجليزية: Pratapgarh)‏ عدد سكانها حسب تعداد سنة 2001 هو 1,75,867 ، مساحتها 642 كم² وكثافة السكان 274 لكل كم² .